# Hr.Ms. Willem van der Zaan (1939)
De Hr.Ms. Willem van der Zaan (N 82, F 824, A 880) was een Nederlandse mijnenlegger en het enige schip van de Willem van der Zaanklasse. Het schip werd gebouwd door de Amsterdamse scheepswerf Nederlandsche Dok Maatschappij. Het schip was vernoemd naar de zeventiende-eeuwse schout-bij-nacht Willem van der Zaen. De Willem van der Zaan was de laatste en grootste mijnenlegger die voor de Nederlandse marine is gebouwd. Het schip was ingericht om vredestijd dienst te doen als opleidingsschip voor adelborsten.

## De Willem van der Zaan tijdens de Tweede Wereldoorlog
Op 7 mei legde de Willem van der Zaan versperringen in het Boomkensdiep, de Zuider Stortemelk en bij de kust van Vlieland. Tijdens de Duitse aanval op Nederland in 1940 lag de Willem van der Zaan in het Marsdiep, waar het werd aangevallen door vijandelijke vliegtuigen. Op 12 mei legde het schip samen met de Nautilus en de Jan van Brakel een mijnenversperring bij de Haaksgronden. Na het leggen van de mijnen keerde het schip terug naar de rede van Den Helder. Op 13 mei vertrok het schip, volgelade met reserve materiaal en torpedo's, op eigen kracht naar het Verenigd Koninkrijk, waar het schip, op 16 mei veilig in de haven van Portsmouth aan kwam.

### De Willem van der Zaan in Britse wateren
Nadat werd besloten dat de mijnenlegger zou gaan samenwerken met Britse mijnenleggers werd het schip gemoderniseerd. Het schip werd uitgebreid met een ASDIC-installatie en dieptebommen, ook werd het aantal zeemijnen teruggebracht van 120 naar 90 stuks, zodat gewerkt kon worden met de Britse contact, magnetische- en antennemijnen. Het testen van de nieuwe rails voor de zeemijnen vond plaats op 27 en 28 juni.
Vanaf 1 juli 1940 stond de Willem van der Zaan onder commando van de Senior Officer Minelayers Ingham en werden acht mijnenlegacties uitgevoerd waarbij door het schip in totaal 2.198 mijnen werden gelegd, voornamelijk aan de Oostkust van Engeland. Na een reparatieperiode, van 3 oktober to 14 oktober, in het King George's Drydock in Hull werd er op 3 november een konvooidienst uitgevoerd. Hierna kreeg de Willem van der Zaan de opdracht naar Nederlands-Indië te varen. Het schip vertrok op 13 november vanuit het Verenigd Koninkrijk en arriveerde op 14 januari 1941 in Tandjong Priok op Java. De overtocht naar Nederlands-Indië bracht de Willem van der Zaan langs Ponta Delgada, Freetown, St. Helena, Durban en Port Louis.

### De Willem van der Zaan in Nederlands-Indië
Na de aankomst in Tandjong Priok bleef het schip enkele maanden gestationeerd in de havenstad van Batavia. Vanaf 2 april 1941 tot 8 december 1941 was het schip voornamelijk gestationeerd in de Riouwarchipel in de haven van Tandjong Pinang.
Na het uitbreken van de oorlog met Japan legde de Willem van der Zaan verschillende mijnenversperringen in de Riouwarchipel. Op 9 januari 1942 werden de overlevende van het stoomschip Van Riebeeck opgepikt. De Rietbeek was die ochtend tot zinken gebracht door een Japanse onderzeeboot. Op 26 februari werd afgezien van het escorteren van het Amerikaanse vliegkampschip Langley, omdat een van de ketels van de Willem van der Zaan niet goed functioneerde. De Langley vervoerde 32 P-40 jachtvliegtuigen bestemd voor de verdediging van Java één dag later op 27 februari ging de Langley verloren, door een aanval van Japanse bommenwerpers.
Op 1 maart werd besloten de Willem van der Zaan te laten uitwijken naar Colombo waar het schip,op 9 maart, veilig arriveerde. Tijdens de overtocht had het schip geen last van de vele aanwezige Japanse strijdkrachten waaronder het Japanse slageskader ten zuiden van Tjilatjap.

### De Willem van der Zaan vanuit Colombo
In Colombo werd de Willem van der Zaan toegevoegd aan het Britse Arabian-Bengal-Ceylon eskader. De Willem van der Zaan escorteerde gedurende drie jaar individuele schepen en konvooien van en naar Colombo. Op 12 oktober 1944, vertrok de Willem van der Zaan richting het Verenigd Koninkrijk. De overtocht bracht het schip langs de havens van: Bombay, Aden, Suez en Gibraltar. Op 16 november van datzelfde jaar arriveerde het schip veilig in de monding van de Theems.

### De Willem van der Zaan terug in Britse wateren
De dag na aankomst in het Verenigd Koninkrijk, op 17 november werd het schip voor groot onderhoud uit de vaart genomen. Het onderhoud duurde tot 3 maart 1945. Na het onderhoud voerde de Willem van der Zaan mijnenlegoperaties uit onder de codenaam Buttermilk. Na de overgave van Duitsland op 7 mei 1945 werden alle mijnenlegacties opgeschort.

## De Willem van der Zaan na de Tweede Wereldoorlog
Na de Tweede Wereldoorlog keerde het schip op 30 mei 1945 terug naar Nederland. Tot 6 augustus lag het schip afgemeerd aan de parkkade in Rotterdam. Vanaf 6 augustus werd het schip klaargemaakt voor dienst in Nederlands-Indië. Op 2 september 1945 vertrok het schip naar Nederlands-Indië, waar het schip op 8 oktober in Tandjong Priok arriveerde. Op 7 juni 1946 keerde het schip terug in Rotterdam om op 20 maart 1947 wederom naar Nederlands-Indië te vertrekken, waarvan het schip op 1 juli 1948 terugkeerde.
Van 1949 tot 2 januari 1950 fungeerde de Willem van der Zaan als stationsschip in de Nederlandse Antillen. In 1950 vertrok het schip nogmaals naar de Nederlandse Antillen. Op 13 november 1950 begon bij de Rijkswerf in Den Helder de ombouw van het schip tot fregat.
In 1963 fungeerde dit schip als wachtschip in de buitenhaven van Vlissingen voor de mijnendienst; er waren een aantal mijnenvegers in conservatie aangemeerd.
In 27 februari 1970 werd het schip uitdienst genomen om op 6 oktober 1970 voor 205.510 gulden voor de sloop te worden verkocht aan Stolk's Handelsonderneming in Hendrik-Ido-Ambacht.

## Boeken over de Willem van der Zaan
- Hr.Ms. Willem van der Zaan 1939-1970, 1999, ISBN 9789068810721.